# Run the Jewels 2
Run the Jewels 2 —en español: Entrega las joyas aludiendo al acto del robo— es el segundo álbum de estudio del dúo estadounidense Killer Mike y El-P, conjuntamente conocidos como Run the Jewels.

## Listado de canciones
| N.º | Título                                                       | Productor(es)                      | Duración |  |
| 1.  | «Jeopardy»                                                   | El-P, Little Shalimar              | 3:21     |  |
| 2.  | «Oh My Darling Don't Cry»                                    | El-P, Little Shalimar, Wilder Zoby | 3:24     |  |
| 3.  | «Blockbuster Night, Pt. 1»                                   | El-P                               | 2:32     |  |
| 4.  | «Close Your Eyes (And Count to Fuck)» (con Zack de la Rocha) | El-P                               | 3:54     |  |
| 5.  | «All My Life»                                                | El-P, Little Shalimar              | 3:07     |  |
| 6.  | «Lie, Cheat, Steal»                                          | El-P, Little Shalimar, Boots       | 3:28     |  |
| 7.  | «Early» (con Boots)                                          | El-P, Little Shalimar              | 3:44     |  |
| 8.  | «All Due Respect» (con Travis Barker)                        | El-P, Little Shalimar, Wilder Zoby | 2:47     |  |
| 9.  | «Love Again (Akinyele Back)» (con Gangsta Boo)               | El-P                               | 3:45     |  |
| 10. | «Crown» (con Diane Coffee)                                   | El-P, Little Shalimar              | 3:45     |  |
| 11. | «Angel Duster»                                               | El-P, Little Shalimar              | 5:09     |  |

Bonus tracks
| iTunes bonus track |                                                |             |          |  |
| N.º                | Título                                         | Producer(s) | Duración |  |
| 14.                | «Blockbuster Night, Pt. 2» (con Despot y Wiki) |             | 2:39     |  |

- Datos: Q18163579